# 풀밭 위의 점심식사 (모네, 모스크바)
풀밭 위의 점심식사(프랑스어: Le Déjeuner sur l'herbe)는 프랑스 화가 클로드 모네의 1866년 작품으로 현재 러시아 모스크바의 푸시킨 미술관에 소장되어 있다. 파리 오르세 미술관의 소장품과는 동일한 제목과 주제를 채택하고 있으나 크기가 작다.

## 역사
《풀밭 위의 점심식사》는 루이 라투슈의 화랑에 처음 전시되었으며 이후 오페라 가수 장바프티스트 포르가 구입해 소장하고 있었다. 1900년 뒤랑뤼엘 갤러리의 모네 전시회에서도 일반에 공개되었다. 1900년 만국 박람회 당시 알렉상드르 브누아는 "어쩌면 모네의 가장 빛나는 작품"이자 "20세기를 통틀어 가장 아름다운 작품"이라 극찬하기도 했다.
1904년 11월 러시아의 세르게이 슈추킨이 프랑스 미술상 폴 카시레르를 중개인 삼아 클로드 모네로부터 구입하였다. 당시 슈추킨이 모네의 작품을 입수한 것은 이 작품이 13번째였으며 낙찰가는 3만 프랑이었다. 1918년 5월 세르게이 슈추킨의 소장품이 소련 정부에 압수되면서 정부 소유가 되었으며, 처음에는 국립신서양박물관에 소장되어 있다가 1948년부터 지금의 푸시킨 미술관으로 이관되었다.